# Justin Fashanu
Justin Fashanu, właśc. Justinus Soni Fashanu (ur. 19 lutego 1961 w Hackney Central w Londynie, zm. 2 maja 1998 w Shoreditch w Londynie) – angielski piłkarz. W latach 1978–1997 grał w licznych klubach piłkarskich, najdłużej w Norwich City i Notts County. Był synem Gujanki i Nigeryjczyka. Brat innego piłkarza, Johna Fashanu.
Pierwszy brytyjski piłkarz Premier League, który publicznie wyznał, że jest homoseksualistą.
Karierę piłkarską rozpoczął w roku 1978, zakończył w 1997 roku. W 1981 roku był pierwszym ciemnoskórym piłkarzem na Wyspach Brytyjskich, za którego klub (Nottingham Forest) zapłacił ponad milion funtów. Od 1990 roku jawnie dyskryminowany po swoim publicznym coming oucie.
W 1998 roku amerykański siedemnastolatek oskarżył go o napaść seksualną. Zarzut został oddalony, jednak załamany Fashanu popełnił samobójstwo. Przez długi czas pozostawał jedynym profesjonalnym piłkarzem, który publicznie ujawnił swój homoseksualizm.